# Assemblée nationale (Panama)
Pour les autres articles nationaux ou selon les autres juridictions, voir Assemblée nationale.
Période législative 2024-2029
Palais législatif (es)
L'Assemblée nationale (en espagnol : Asamblea Nacional), est l'organe législatif monocaméral de la république de Panama. Elle était nommée anciennement l'Assemblée législative.

## Système électoral
L'Assemblée nationale est composée de 71 sièges pourvus tous les cinq ans selon un mode de scrutin parallèle.
Sont ainsi à pourvoir 26 sièges au scrutin uninominal majoritaire à un tour dans autant de circonscriptions électorales, auxquels se rajoutent 45 sièges pourvus au scrutin proportionnel plurinominal avec listes ouvertes et vote préférentiel répartis dans les districts du pays en fonction de leurs populations. Après dépouillement, les sièges sont répartis au quotient électoral simple puis à la moitié de ce dernier. Enfin les sièges restants le sont à la méthode du plus fort reste, qui avantage les petits partis.